# Croc: Legend of the Gobbos
Croc: Legend of the Gobbos (ou simplesmente Croc) é um jogo eletrônico desenvolvido pela Argonaut Software e publicado em 1997 para Game Boy Color, PlayStation, Sega Saturn e Microsoft Windows.
O jogo é em 3D e terceira pessoa que apresenta um crocodilo chamado Croc que quer salvar os Gobbos de Baron Dante. Durante o jogo, o jogador é levado para diversas ilhas a fim de procurar e salvar quantos Gobbos puder.
Em 1999 foi lançada a sequência, Croc 2.

## Desenvolvimento
Croc derivou de um trabalho iniciado pela Argonaut durante parceria com a Nintendo. Com eles, entre outros produtos, desenvolveram o chip gráfico Super FX. O acordo previa, além de hardware, três jogos em sistema de exclusividade, mas segundo o engenheiro e fundador da companhia, Jez San, a relação se desgastou porque havia muito controle por parte da Nintendo — os primeiros protótipos de Croc eram, na verdade, um jogo em 3D com o personagem Yoshi, que acabou vetado. 

Tais protótipos variaram de uma jogabilidade mista entre plataforma e corrida, até um tradicional jogo em ambiente 3D. Eles antecedem Super Mario 64, que segundo San, herdou ideias e elementos:
Miyamoto-san passou a trabalhar em Mario 64, que tinha a aparência de nosso game com Yoshi — mas com o Mario, claro — e foi colocado no mercado um ano antes do Croc. Ele falou comigo num evento mais tarde, desculpou-se por não ter feito o game com Yoshi e nos agradeceu pela ideia do jogo 3D de plataformas.
Após ser rejeitada e enfim terminar a parceria com a Nintendo, a Argonaut buscou um personagem para substituir Yoshi. O design ficou a cargo do jovem artista Simon Keating, que após esboçar potenciais mascotes, enfim concluiu um Croc que atendia melhor à necessidade da desenvolvedora por algo que lembrasse levemente Yoshi. Segundo Keating, Croc tem só uma presa em referência a seu gato na época. 
O enredo foi pensado para fugir do padrão da "dama em apuros" (que parecia absurdo para o personagem), mas mantendo o mote de um salvamento. Ainda segundo Keating, os Gobbos eram originalmente coloridos de rosa, mas o animador Pete Day mais tarde mudou a pelagem dos animais para marrom porque parecia funcionar melhor num ambiente 3D.

## História
Rufus, o Rei dos Gobbos está assistindo ao pôr-do-sol, quando vê uma pequena cesta de água no oceano, contendo um pequeno bebê crocodilo. O rei levanta o bebê e começa a treiná-lo para se tornar um Gobbo. O bebê, que se chama Croc, come vários baldes de ervilhas, colocados pelos Gobbos. Croc eventualmente cresce e fica duas vezes maior que um Gobbo comum. Tudo está calmo, até que um dia, o mal Baron Dante chega e invade a Ilha dos Gobbos. Ele aprisiona muitos Gobbos. O Rei fica preso em uma gaiola de aço dentro do castelo de Baron Dante na ilha. Croc atinge um gongo mágico, que convoca um pássaro amarelo chamado Beany. Ele leva Croc para o início da aventura, onde sua missão será libertar todos os Gobbos da ilha e derrotar o malvado Baron Dante.
Durante sua busca na primeira ilha, a Ilha do Vulcão, Croc enfrenta vários dantinis em seu caminho e salva alguns Gobbos e Barão Dante tenta impedir Croc transformando um pato usando sua magia em um monstro (conhecido como Tooty The Feeble) para lutar contra Croc, mas o crocodilo o derrota e o faz retornar a sua forma original. Barão Dante então usa sua magia para transformar uma joaninha em um monstro maior e com habilidades de boxe chamada Flibby para deter Croc. Croc se encontra com Flibby em um ringue no topo da Ilha do Vulcão e batalha contra ela, humilhando-a durante a luta e por fim derrotando-a e fazendo ela voltar a sua forma original de joaninha. Após vencer Flibby e obter duas "Peças de Quebra-cabeça", Croc parte para salvar mais Gobbos na Ilha do Gelo, onde ele enfrenta novos tipos de Dantinis durante a jornada na ilha. Enquanto Croc salva mais Gobbos, Barão Dante decide agir novamente para impedir o crocodilo e encontra um pequeno habitante da Ilha do Gelo e lhe atribui um foguete nas costas (fazendo com que o habitante ganhe o apelido de "Chumly The Rocketman") e o instrui a lutar contra Croc. Croc se encontra com Chumly em uma caverna de gelo e o derrota facilmente, fazendo-o perder o foguete nas costas e livrando-o da influência de Barão Dante. Com Chumly derrotado, Barão Dante usa sua magia negra e funde 4 cabras, transformando-as em uma maior chamado Itsy, o Demônio do Gelo (ou simplesmente Demônio Itsy) para deter e impedir Croc. Croc e Itsy se encontram em uma pista de patinação e ambos lutam com Croc vencendo a luta e fazendo Itsy voltar a ser novamente 4 cabras. Croc então já possui 4 "Peças de Quebra-Cabeça". Com sua missão na Ilha de Gelo cumprida, Beany leva Croc para a Ilha do Deserto, onde Croc deverá salvar mais Gobbos que  estão sendo mantidos reféns e enfrentará Dantinis e criaturas mais fortes. Enquanto Croc se aventura pelo deserto escaldante salvando mais Gobbos e derrotando mais Dantinis, Barão Dante incansavelmente decide tentar impedir o crocodilo e usa sua magia para transformar um peixe fêmea em um tritão chamado Neptuna para enfrentar Croc. Croc mergulha em uma lagoa da Ilha do Deserto e em uma das cavernas acaba se deparando com Neptuna, com quem Croc enfrenta com dificuldade (pois tem que nadar), mas consegue desviar de seus feixes mágicos de seu tridente e vence Neptuna, fazendo-a voltar a sua forma original de peixe comum. Com a derrota de Neptuna, Barão Dante encontra um lagarto em cima de um cacto e tem a brilhante ideia de usar sua magia para fundir o lagarto com o cacto, criando o monstro Cactus Jack. Croc chega a um rancho no topo da Ilha do Deserto, onde encontra Cactus Jack e luta contra ele, desviando de seus ataques de tiros de espinhos e giros, e por fim Croc derrota Cactus Jack e desfaz a fusão o tornando novamente um cacto e um lagarto. Após salvar os Gobbos da Ilha do Deserto e com 6 "Peças de Quebra-Cabeça", Croc finalmente chega a Ilha do Castelo, o lar de Barão Dante e seus dantinis, onde ele está mantendo Rufus e mais alguns Gobbos como reféns, além de ter as duas últimas "Peças de Quebra-Cabeça". Ao chegar na ilha, Croc invade o castelo de Barão Dante, conhecido com "Torre do  Terror" e explora a masmorra do castelo, onde ele enfrenta os prisioneiros malignos, Dantinis mais poderosos, e salva mais Gobbos. Croc então decide chegar ao último andar do castelo e chegar no topo onde Barão Dante está junto com Rufus. Barão Dante, temendo que Croc chegue até ele, transforma seu bobo da corte Fosley em um monstro para vencer Croc, mas é miseravelmente derrotado pelo crocodilo. Croc consegue mais uma peça do Quebra-cabeça,somando 7 já recolhidas, e continua salvando outros Gobbos aprisionados até conseguir salvar Rufus. É nesta hora que Barão Dante, sem servos para impedir Croc, é obrigado a enfrentar o crocodilo. Croc finalmente chega ao salão de Barão Dante e eles batalham longamente, durante a batalha Barão Dante tenta surrar Croc, mas Croc desvia e golpeia o Dantini das Trevas. Em seguida Dante decide tentar acertar Croc com raios mágicos de magia negra de sua manopla para tentar matar Croc, mas Croc desvia e golpeia fatalmente Barão Dante. Gravemente ferido, Barão Dante explode,destruindo sua forma física e e por fim matando-o. Barão Dante finalmente foi derrotado e Croc comemora. Croc finalmente liberta Rufus e Beany os leva de volta para casa na Ilha do Vulcão. De volta ao lar, os Gobbos homenageiam Croc criando uma estátua dele por sua coragem em lutar e destruir Barão Dante para salvá-los. Croc e os Gobbos comemoram alegremente a morte de Barão Dante dançando e depois os créditos rolam. Após os créditos, Croc retorna a "Torre do Terror" para recuperar a última peça do Quebra-cabeça que ele esqueceu. Ao conseguir a oitava e última peça do Quebra-cabeça, Croc então as juntas e através do desenho é descoberto o segredo: se as peças fossem unidas, elas poderiam gerar a Ilha do Cristal. A Ilha do Cristal é criada, mas acontece algo terrível: a alma de Barão Dante assume uma forma física de cristal chamada "O Sentinela Secreto" e retorna mais poderoso e planeja absorver o poder do cristal mestre da ilha. Croc então rapidamente parte para a Ilha do Cristal para deter novamente o vilão. Croc chega a uma caverna de cristal e encontra o Sentinela Secreto (Barão Dante). Croc descobre que a fraqueza dele é as ondas sonoras graves e bate em vários gongos. As ondas sonoras causadas pelos gongos que Croc acertou fazem o Sentinela Secreto (Barão Dante) se auto-destruir e finalmente Croc derrota novamente Dante e recupera o cristal mestre. Beany então leva Croc de volta para casa com o cristal e novamente rolam os créditos, com o jogo zerado 100%.

## Inimigos
Em sua aventura, Croc encontra uma variedade de inimigos. Os inimigos só podem ser derrotados temporariamente, ou seja, em alguns segundos eles reaparecem, e alguns não podem ser atacados por completo. 

### Chefes
- Feeble:  é um pequeno pato. Barão Dante o transformou em um gigante e amarelo pato, com uma estrela amarela em seu estômago. Ele mora na Ilha do Vulcão e aparece no nível “Lair of the Feeble”. Ele mora em um círculo em uma clareira na floresta. Seu ataque principal é correr atrás de Croc, até que ele fique cansado. Feeble tem três vidas.
- Flibby:  é uma pequena joaninha. Baron Dante a transformou em uma gigantesca joaninha lutadora de boxe. Ela mora na Ilha do Vulcão e aparece no nível "Fight Night with Flibby". Ela mora em um ringue de boxe. Ela tem três ataques: um único soco, um soco bem forte no chão e uma seqüência de socos. Flibby tem três vidas.
- Chumly:  é uma criatura desconhecida que vive na Ilha do Gelo. Barão Dante atribui-lhe um foguete para a luta. Ele é o único chefe do jogo que não é transformado por Barão Dante. Ele aparece no nível "Chumly Snow's Den". Seu lar é uma caverna gelada. Ele não tem ataque principal, exceto a batida no chão. Ele é indiscutivelmente um dos chefes mais fácil do jogo. Chumly tem três vidas.
- Demon Itsy:  são quatro cabras que se uniram para formar um monstro de tamanho médio. Elas foram transformadas por Barão Dante. Elas moram na Ilha do Gelo e aparecem no nível "Demon Itsy's Ice Palace”. Seus lares são uma pista de patinação no gelo. Quando ela é atingida, se divide em duas. Quando estas pequenas versões são atacadas, elas também se dividem em duas. Seu principal ataque é semelhante ao ataque de Feeble. Demon Itsy tem sete vidas.
- Neptuna:  é um pequeno peixe, transformado pelo Barão Dante em um peixe gigantesco, com mãos e um tridente. Ela vive no lago da Ilha do Deserto. Aparece no nível subaquático "The Deadly Tank of Neptuna". Seu lar é um aquário gigante. O principal ataque de Neptuna é usar seu tridente como um bastão e também como emissor de faíscas. Comparativamente a outros chefes, ela é mais difícil de se vencer. Neptuna tem três vidas.
- Cactus Jack: é um gigante e saliente cacto, transformado pelo Barão Dante em um cacto conectado a um lagarto. Ele é o maior chefe do jogo. Mora na Ilha do Deserto e aparece no nível "Cactus Jack's Ranch". Seu lar é um quadrado com a base moldada, vedado com altas muralhas.  Seus ataques são: tiroteio de espinhos e girar continuamente ao redor da arena. Cactus Jack tem três vidas.
- Fosley:  é um Dantini que fica suspenso por um balão vermelho. Ele é transformado pelo Barão Dante. Ele mora na Ilha do Castelo e aparece no nível "Fosley's Freaky Donut". Ele fica no ar, voando com seus três balões acima de um buraco central, em uma estrutura circular, com algumas plataformas. Seu ataque é deitar e jogar TNT em Croc. Fosley tem três vidas.
- Baron Dante:  é o último chefe do jogo, que vivem em seu castelo. Ele aparece como um sapo gigante, como uma criatura com mão de ferro, vestindo roupas de cavaleiro com uma capa e um Moicano. Possui quadros ao longo do seu “Castelo Ilha” e aparece no nível “Barão Dante's Funky Inferno”. Ele tem três fases de ataques, cada uma com três vidas. Primeiro, ele dá socos na terra. Em seguida, ele corre em direção ao Croc quando está parado. Em terceiro lugar, Dante levita e joga faíscas elétricas a partir da sua mão de ferro. No total, ele tem nove vidas.
- Crystal Sentinel:  é o chefe secreto da Ilha do Cristal. Trata-se de uma versão de cristal de Barão Dante, exibido no último nível: "Secret Sentinel". Ele luta em uma caverna de cristal estável com quatro plataformas, cada uma contendo um gongo e quatro plataformas de cristal levitando. Ele não pode ser atacado diretamente. Para atacá-lo deve-se atirar uma inevitável carga de energia. Ele tem uma vida que só pode ser perdida se Croc faz com que todos os gongos soarem de uma só vez.

### Dantinis
Dantinis são capangas que trabalham para Baron Dante. É o principal inimigo de Croc. Há vários tipos de Dantinis: 
- Dantinis Perseguidores:  o tipo mais comum de Dantini. Eles são vermelhos. Seu único ataque é apenas a perseguição.
- Dantinis Diabos: eles têm chifres e atiram bolas de fogo.
- Dantinis Lançadores de Gelo: são azuis (da mesma versão do Dantini Diabo). Só aparecem na Ilha do Gelo. Eles atacam lançando gelo.
- Dantinis Giradores: esse tipo só aparece no nível “The Tumbling Dantini” na Ilha do Vulcão. É imune ao dano quando está girando, mas pode ser atacado quando pára.
- Dantinis Voadores: são marrons, muito semelhantes a um  morcego. Eles não atacam, mas voam ao redor de Croc.
- Dantinis Aquáticos: são verdes. Atiram com um arpão e são similares na aparência com o Dantini Diabo. Eles só aparecem nas fases subaquáticas.
- Dantinis Indestrutíveis: são verde-escuro. Não atacam e não pode ser derrotados. Eles só podem ser eliminados destruindo o caminho por onde andam. Só aparecem no nível secreto “Smash and See”.
- Dantinis Puladores: são roxos. Ficam andando em cima da plataforma em que Croc pode ficar suspenso. Em alguns pontos da plataforma, eles pulam, e se Croc estiver embaixo deles, irá cair da plataforma.
- Dantinis Saltadores: só saltam entre duas plataformas, impedindo a passagem de Croc.
- Dantinis Ladrões: são azuis-escuro. Eles correm, segurando um Gobbo. Apenas um deste tipo é encontrado no nível "A Torre de Poder" na Ilha do Castelo.

### Outros Inimigos
- Vespa: uma vespa que só aparece no nível "And so the Adventure Begins", na Ilha do Vulcão.
- Minhoca: uma minhoca que anda debaixo da terra, sempre pelo mesmo caminho. Só aparecem na Ilha do Vulcão.
- Ratazana: uma ratazana que anda sempre pelo mesmo caminho. Ela só ataca se Croc se aproximar dela. Aparecem na Ilha do Vulcão e na Ilha do Gelo.
- Cobra:  uma gigantesca serpente que surge de dentro de poços e tenta morder Croc. É imortal. Aparecem na Ilha do Vulcão e na Ilha do Gelo.
- Tubos Amarelos: um pequeno e amarelo tubo que salta e injeta bolas de fogo. Só aparecem na Ilha do Vulcão, em níveis de caverna.
- Bolas de Fogo: bolas que saltam da lava e giram em torno de uma plataforma. Eles só aparecem na Ilha do Vulcão, em níveis de caverna.
- Cães: um gigante cachorro que corre em torno de uma determinada área. Eles só aparecem na Ilha do Gelo.
- Pinguins: Pequenos pinguins que saltam para fora da água. É imortal. Só aparecem na Ilha do Gelo.
- Peixes: esses inimigos só aparecem em fases subaquáticas.
- Caranguejo: Eles só aparecem no nível "The Deadly Tank of Neptuna”, na Ilha do Deserto. Eles geralmente guardam uma porta, para impedir a passagem Croc.
- Escorpiões: escorpiões que saltam do lodo e atiram bolas de fogo a partir de suas caudas. Eles só aparecem na Ilha do Deserto.
- Múmias: movem-se lentamente e andam em torno de um certo caminho. Elas só aparecem no nível "Mud Pit Mania”, na Ilha do Deserto.
- Fantasmas: só aparecem nos níveis secretos da Ilha de Deserto. Eles não podem prejudicar Croc. Ele paira em volta dele, roubando todos os seus cristais. Croc deve ganhar uma corrida contra ele para coletar a chave prata, que irá libertar um Gobbo.
- Chained Criatura: uma criatura amarela que impede Croc de pressionar os interruptores para desbloquear as portas. Ataca balançando os braços. Só distraí-se temporariamente. É imortal. Só aparece no nível "A Torre de Poder", na Ilha do Castelo.
- Carrascos: criaturas com um capuz, que giram para atacar. É imortal. Só aparecem nos níveis "A Torre de Poder" e "Dungeon de Defright", na Ilha do Castelo.
- Aranhas: aranhas roxas ou vermelhas que podem obstruir a passagem de Croc. Só aparecem no nível "Dungeon de Defright”, na Ilha do Castelo.
- Ogro gigante: obstruem a passagem de Croc por um esmagamento. É imortal. Só aparece no nível "Dungeon de Defright”, na Ilha do Castelo.
- Balísticos Meg: uma fina e rosa criatura que corre a uma grande velocidade de um local para outro. É imortal. Deixam rastros de fogo, dificultando a passagem de Croc. Eles só aparecem no nível "Balísticos Meg's Fairway", na Ilha do Castelo e "Crox interactive", na Ilha secreta do Cristal.
- Snipe Swifly: uma criatura pirata com uma espada. Eles só aparecem no nível “Snipe Swiftly's Ride”, na Ilha do Castelo.
- Plataforma Pete: uma criatura azul que voa em torno de uma peça de madeira, que, com o seu martelo, causa a inclinação das plataformas. É imortal. Só aparece no nível "Panic at Platform Pete's Lair”, na Ilha do Castelo e "Crox interactive", na Ilha secreta do Cristal.

## Plataformas
Existem vários tipos de plataformas, que servem para ajudar Croc a atravessar abismos.
- Plataformas Comuns: as mais comuns. Não possuem nada que possa impedir a passagem de Croc.
- Plataformas Rachadas: possuem um trinco. Quando Croc sobe nelas, balançam. Após alguns segundos, elas quebram.
- Plataformas que Andam: andam para qualquer direção: diagonal, vertical e horizontal. Elas possuem várias setas em sua base.
- Plataformas com Botões: andam somente na vertical. Possuem dois botões nas extremidades, que fazem com que a plataforma ande para frente ou para trás. Alguns tipos também andam na horizontal.
- Platarformas Giratórias: giram no sentido horário. É bem difícil passar para uma outra plataforma, quando se está nesta.
- Plataformas Pequenas: são menores que as outras, com uma base embaixo.
- Plataformas Elásticas: aumentam e diminuem constantemente. Elas são retas e marrons.
- Plataformas que Despencam: despencam para baixo, em poucos segundos. Possuem setas verdes apontadas para baixo.

## Itens
O jogo possui uma grande variedade de itens que podem ser coletados.
- Portal de Cristais (Nome não Oficial): Unindo os Cristais Vermelho, Verde , Amarelo, Roxo e Azul, em apenas uma fase esta porta abrira para Croc Conseguir um Troféu. No Croc 2, a plataforma é diferente, o Trofeu fica preso em um portal no qual você entra e pega o Trofeu. Obs: Tome Cuidado pois antes do Trofeu, possui um trecho difícil que você deve caminhar para obter.
- Cristais: esses cristais determinam a vida de Croc. Se Croc encostar em um inimigo ou cair em lavas, lodo ou na água, ele perderá todos os cristais coletados. Quando se coletam cem cristais, Croc ganha uma vida. Podem estar dentro das caixas ou soltos pelo nível.
- Cristais Coloridos: são disponíveis as cores vermelho, verde, azul, amarelo e rosa. Esses cristais servem para abrir uma porta ao final de cada nível comum, para recolher o último Gobbo necessário. Podem estar nas caixas ou soltos pela fase.
- Chave Prateada: serve para abrir gaiolas, onde pode estar um Gobbo ou um botão vermelho. São encontradas soltas pelos níveis. É preciso fazer um pequeno desafio para consegui-las.
- Nivel Quit: (Nome não oficial) Estas Plataformas quitam a fase em que Croc esta, para acionar basta apertar “Circulo”, para o Croc dar uma rabada, e bater no “Bird”.
- Botões Vermelhos: fazem com que surja algumas plataformas ou que elas subam ou desçam. Para isso só é preciso pular sobre ele.
- Balões: servem para alcançar lugares distantes. São sempre rosas
- Chave Dourada: serve para abrir portas trancadas. São encontradas soltas pelos níveis. É preciso fazer um pequeno desafio para consegui-las.
- Cadeados: Estes Cadeados Servem para impedir Croc de entrar em alguns locais. Para abri-lo e necessário encontrar a chave amarela
- Corações: quando Croc pegar um deles, ganhará uma vida. Podem estar dentro das caixas ou soltos pelo nível. Geralmente são mais difíceis de ser conseguidos.
- Gobbos: são espalhados por Baron Dante pelos níveis. Croc deverá coletar seis Gobbos em cada nível comum, para abrir as fases secretas. Os Gobbos podem estar dentro de caixas, soltos pela fase ou presos em gaiolas, que só podem ser abertas pelo uso da chave prateada.

Fonte: Gobbos and Bandicoots

## Ilhas
Há quatro ilhas acessíveis e uma ilha secreta. Cada uma das quatro ilhas principais contêm seis níveis, no qual Croc deverá recolher seis Gobbos e cristais coloridos. Os cristais vermelho, verde, azul, amarelo e rosa servem para abrir a porta ao final de cada nível normal, para recolher o sexto Gobbo exigido. Esta é normalmente a parte mais difícil do nível. 
Cada ilha contém também dois níveis chefes, em que Croc não recolhe quaisquer Gobbos, mas recolhe cristais para derrotar um chefe no final do nível. Se todos os seis Gobbos são recolhidos em cada conjunto de três níveis, bem como o chefe é derrotado, há dois níveis secretos em que Croc tem de encontrar uma peça de um quebra-cabeça. Ele tem de recolher todas as oito peças, em cada fase secreta para o acesso da Ilha secreta do Cristal. 
A Ilha do Cristal contém quatro níveis normais e um nível chefe. Cada nível corresponde a uma das ilhas anteriormente visitadas por Croc. Estes níveis são mais difícil do que os das ilhas anteriores. Croc só pode coletar cristais e tentar fazer o seu caminho através dos níveis. Após estes níveis, Croc atinge o Chefe da Ilha do Cristal, a quem ele tem de vencer para completar o jogo.

## Níveis

### Ilha do Vulcão
- 1-1: And so the Adventure Begins (E então a aventura começa)
- 1-2: Underground Overground
- 1-3: Shouting Lava Lava Lava (Gritando Lava! Lava! Lava!)
- 1-B1: Lair of the Feeble (O lar de Feeble)
- 1-S1: The Curvy Caverns (As cavernas curvadas)
- 1-4: The Tumbling Dantini
- 1-5: Cave Fear (Caverna do medo)
- 1-6: Darkness Descends
- 1-B2: Fight Night with Flibby (A noite de luta com flibby)
- 1-S2: The Twisty Tunnels

### Ilha do Gelo
- 2-1: The Ice of Life (O gelo da vida)
- 2-2: Be Wheely Careful (Tenha cuidado rodando)
- 2-3: Riot Brrrrr (Rioto brrrrr)
- 2-B1: Chumly's Snow Den
- 2-S1: Clouds of Ice (Nuvens de gelo)
- 2-4: I Snow Him So Well
- 2-5: Say No Snow (Diga não à neve)
- 2-6: License to Chill (Licença para gelar)
- 2-B2: Demon Itsy's Ice Palace (Palácio de gelo do demônio Itsy)
- 2-S2: Ice Bridge To Eternity (Ponte de gelo para a eternidade)

### Ilha do Deserto
- 3-1: Lights Camels Action (Luzes, camelos, ação!)
- 3-2: Mud Pit Mania
- 3-3: Going Underground (Descendo!)
- 3-B1: The Deadly Tank of Neptuna (O tanque da morte de Neptuna)
- 3-S1: Arabian Heights
- 3-4: Sand and Freedom (Areia e liberdade!)
- 3-5: Leap of Faith
- 3-6: Life's a Beach (Vida na praia)
- 3-B2: Cactus Jack's Ranch (Rancho do Jack Cactus)
- 3-S2: Defeato Burrito

### Ilha do Castelo
- 4-1: The Tower of Power (A torre do poder)
- 4-2: Hassle in the Castle
- 4-3: Dungeon of Defright
- 4-B1: Fosley's Freaky Donut
- 4-S1: Smash and See
- 4-4: Ballistic Meg's Fairway
- 4-5: Swipe Swiftly's Wicked Ride
- 4-6: Panic at Platform Pete's Lair (Pânico na plataforma do lar)
- 4-B2: Baron Dante's Funky Inferno
- 4-S2: Jailhouse Croc

### Ilha do Cristal
- 5-1: And So the Adventure Returns (E então a aventura retorna)
- 5-2: Diet Brrrrr (Dieta brrr)
- 5-3: Trial on the Nile (Trilha no Nilo)
- 5-4: Crox Interactive (Cruz interativa)
- 5-B: Secret Sentinel (O sentinela secreto)

Observação: os níveis com a letra B, são os níveis chefes. Os níveis com a letra S são os níveis secretos.